# Austrotengella
Austrotengella là một chi nhện trong họ Zoropsidae.

## Các loài
- Austrotengella hackerae Raven, 2012
- Austrotengella hebronae Raven, 2012
- Austrotengella monteithi Raven, 2012
- Austrotengella plimeri Raven, 2012
- Austrotengella toddae Raven, 2012
- Austrotengella wrighti Raven, 2012